# Saison 2005-2006 de la Celtic League
Navigation
Celtic League 2004-2005 Celtic League 2006-2007
La saison 2005-2006 de la Celtic League oppose onze franchises : trois écossaises, quatre irlandaises et quatre galloises. La compétition se déroule du 2 septembre 2005 au 26 mai 2006 selon un championnat avec des matchs aller-retour où chaque équipe rencontre tous ses adversaires deux fois. La franchise en tête du classement à l'issue la dernière journée de compétition est déclarée championne.
Les Irlandais de l'Ulster terminent à la première place du classement et s'adjugent le trophée pour la première fois de leur histoire.

## Les équipes
| Franchises irlandaises - Connacht - Leinster - Munster - Ulster | Franchises écossaises - Border Reivers - Édimbourg Rugby - Glasgow Warriors | Franchises galloises - Cardiff Blues - Newport Gwent Dragons - Llanelli Scarlets - Ospreys |

## Classement
| Rang | Franchise             | J  | V  | N | D  | Bo | Bd | Pm  | Pe  | Diff | Pts |
| ---- | --------------------- | -- | -- | - | -- | -- | -- | --- | --- | ---- | --- |
| 1    | Ulster                | 20 | 15 | 1 | 4  | 3  | 2  | 510 | 347 | +163 | 67  |
| 2    | Leinster              | 20 | 14 | 0 | 6  | 8  | 2  | 545 | 427 | +118 | 66  |
| 3    | Munster               | 20 | 12 | 0 | 8  | 7  | 3  | 439 | 372 | +67  | 58  |
| 4    | Cardiff Blues         | 20 | 11 | 0 | 9  | 6  | 5  | 475 | 389 | +86  | 55  |
| 5    | Édimbourg Rugby       | 20 | 11 | 0 | 9  | 5  | 3  | 418 | 415 | +3   | 52  |
| 6    | Llanelli Scarlets     | 20 | 10 | 1 | 9  | 3  | 4  | 418 | 402 | +16  | 49  |
| 7    | Ospreys (T)           | 20 | 11 | 0 | 9  | 1  | 2  | 381 | 409 | -28  | 47  |
| 8    | Newport Gwent Dragons | 20 | 7  | 0 | 13 | 2  | 7  | 355 | 456 | -101 | 37  |
| 9    | Border Reivers        | 20 | 7  | 0 | 13 | 1  | 7  | 386 | 501 | -115 | 36  |
| 10   | Connacht              | 20 | 6  | 0 | 14 | 1  | 4  | 325 | 466 | -141 | 29  |
| 11   | Glasgow Warriors      | 20 | 5  | 0 | 15 | 2  | 7  | 371 | 439 | -68  | 29  |

|  | Vainqueur de la compétition (no 1) |
|  | T : Tenant du titre 2010           |

Attribution des points : victoire : 4, match nul : 2, défaite : 0 ; plus les bonus (offensif : 4 essais marqués ; défensif : défaite par 7 points d'écart maximum).
Règles de classement : 1. Nombre de victoires ; 2.différence de points ; 3. nombre d'essais marqués ; 4. nombre de points marqués ; 5. différence d'essais ; 6. rencontre supplémentaire si la première place est concernée sinon nombre de cartons rouges, puis jaunes.

## Résultats

### Tableau synthétique des résultats
L'équipe qui reçoit est indiquée dans la colonne de gauche.
| Clubs                 | BOR   | CAR   | CON   | DRA   | EDI   | GLA   | LLA   | LEI   | MUN   | OSP   | ULS   |
| --------------------- | ----- | ----- | ----- | ----- | ----- | ----- | ----- | ----- | ----- | ----- | ----- |
| Border Reivers        |       | 26-23 | 9-11  | 43-5  | 23-11 | 24-13 | 15-24 | 34-35 | 25-41 | 16-6  | 0-27  |
| Cardiff Blues         | 46-11 |       | 30-12 | 41-23 | 9-13  | 31-3  | 20-16 | 40-31 | 16-18 | 40-14 | 22-25 |
| Connacht              | 15-17 | 13-9  |       | 15-10 | 16-22 | 33-7  | 33-19 | 9-21  | 19-44 | 16-44 | 22-12 |
| Newport Gwent Dragons | 20-16 | 13-18 | 27-19 |       | 11-37 | 32-18 | 16-28 | 31-18 | 23-17 | 24-14 | 19-22 |
| Édimbourg Rugby       | 30-25 | 10-21 | 34-3  | 17-15 |       | 28-12 | 35-18 | 8-31  | 17-18 | 24-18 | 23-31 |
| Glasgow Warriors      | 8-20  | 23-28 | 30-15 | 15-21 | 46-6  |       | 17-10 | 18-21 | 32-10 | 8-22  | 18-27 |
| Llanelli Scarlets     | 30-26 | 32-13 | 25-17 | 36-17 | 15-21 | 24-20 |       | 20-18 | 18-6  | 30-17 | 12-12 |
| Leinster              | 62-14 | 34-15 | 16-13 | 33-14 | 13-27 | 26-21 | 30-22 |       | 35-23 | 38-21 | 30-23 |
| Munster               | 9-7   | 37-8  | 36-17 | 10-8  | 36-15 | 20-26 | 14-13 | 33-9  |       | 37-10 | 17-20 |
| Ospreys               | 22-18 | 9-28  | 18-17 | 15-9  | 24-17 | 16-13 | 25-13 | 22-20 | 27-10 |       | 17-19 |
| Ulster                | 63-17 | 26-17 | 36-10 | 24-17 | 30-23 | 25-23 | 30-13 | 19-24 | 27-3  | 12-20 |       |

|  | Victoire à domicile |  | Match nul |  | Défaite à domicile |

### Détail des résultats
Les points marqués par chaque équipe sont inscrits dans les colonnes centrales (3-4) alors que les essais marqués sont donnés dans les colonnes latérales (1-6). Les points de bonus sont symbolisés par une bordure bleue pour les bonus offensifs (quatre essais ou plus marqués), orange pour les bonus défensifs (défaite avec au plus sept points d'écart), rouge si les deux bonus sont cumulés. 